# Rue de Fontenay (Châtillon)
Pour les articles homonymes, voir Rue de Fontenay.
La rue de Fontenay est une voie de communication du cœur historique de Châtillon dans les Hauts-de-Seine en France.

## Situation et accès
Cette rue est desservie par la ligne 6 du tramway d'Île-de-France.

## Historique

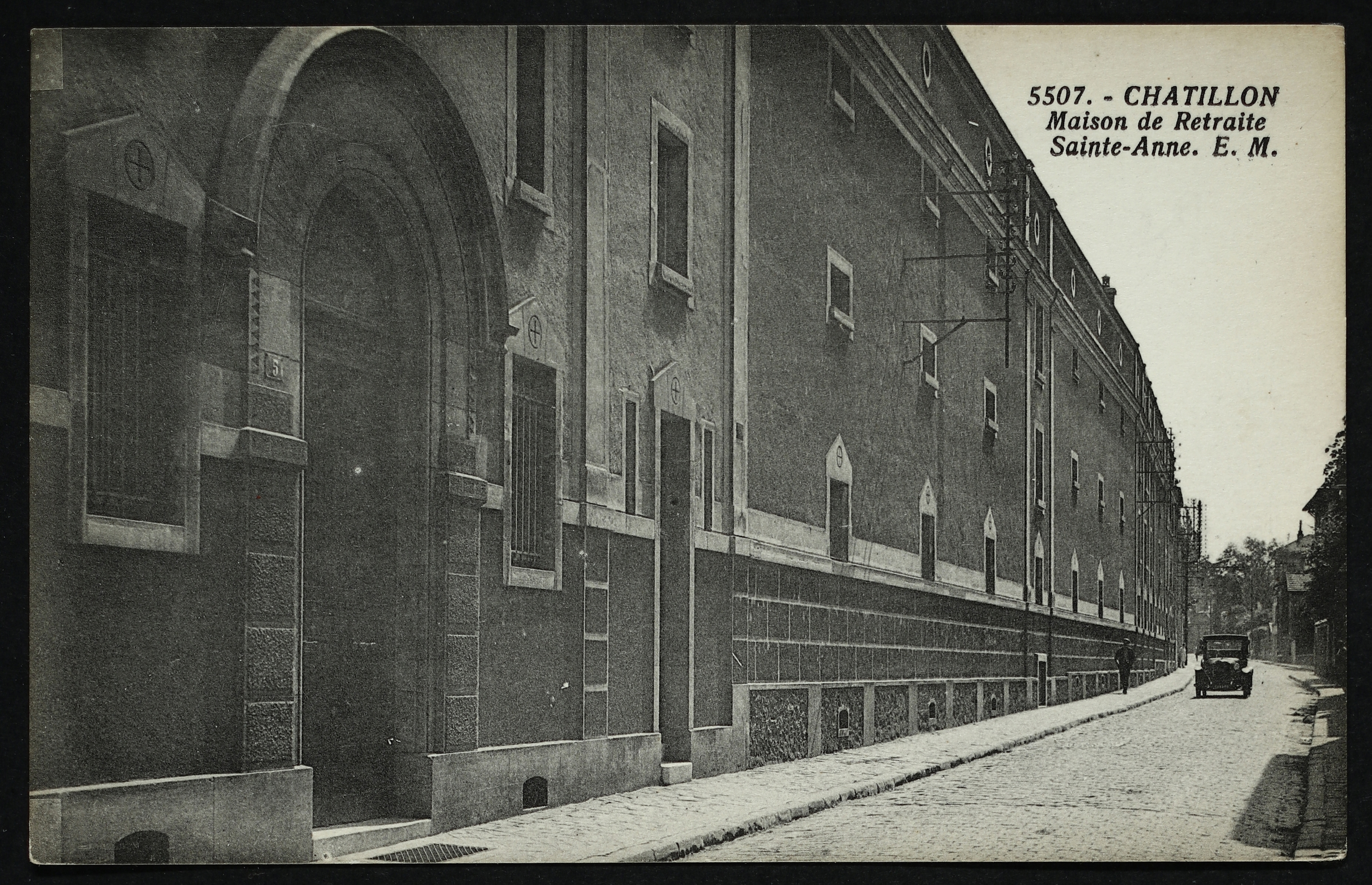
Carte postale - La maison de retraite Sainte-Anne d'Auray.

Comme en témoignent des constructions du XVIIIe siècle et du XIXe siècle, c'est autour du vieux bourg dont fait partie cette voie que le village de Châtillon s’est développé.
La maison de retraite a été reconstruite au cours du XXe siècle. Toutefois, le porche d'entrée a été conservé et intégré au nouveau bâtiment.
À l'angle de la rue d'Estienne-d'Orves se produisit le 26 août 1976, l'effondrement d'un fontis provenant d'une carrière souterraine de gypse. Survenu sous le salon de coiffure de monsieur Frey alors en plein travail, il entraîna la chute d'un client et de son fauteuil à une profondeur de sept mètres, alors que le coiffeur restait indemne. Un nouvel éboulement se produisit au même endroit le 24 septembre 1978. Cet endroit fut comblé et remplacé par un parc interdit au public.

## Origine du nom
Il s'agit du chemin direct du centre-ville vers la commune voisine de Fontenay-aux-Roses, située au sud.

## Bâtiments remarquables et lieux de mémoire

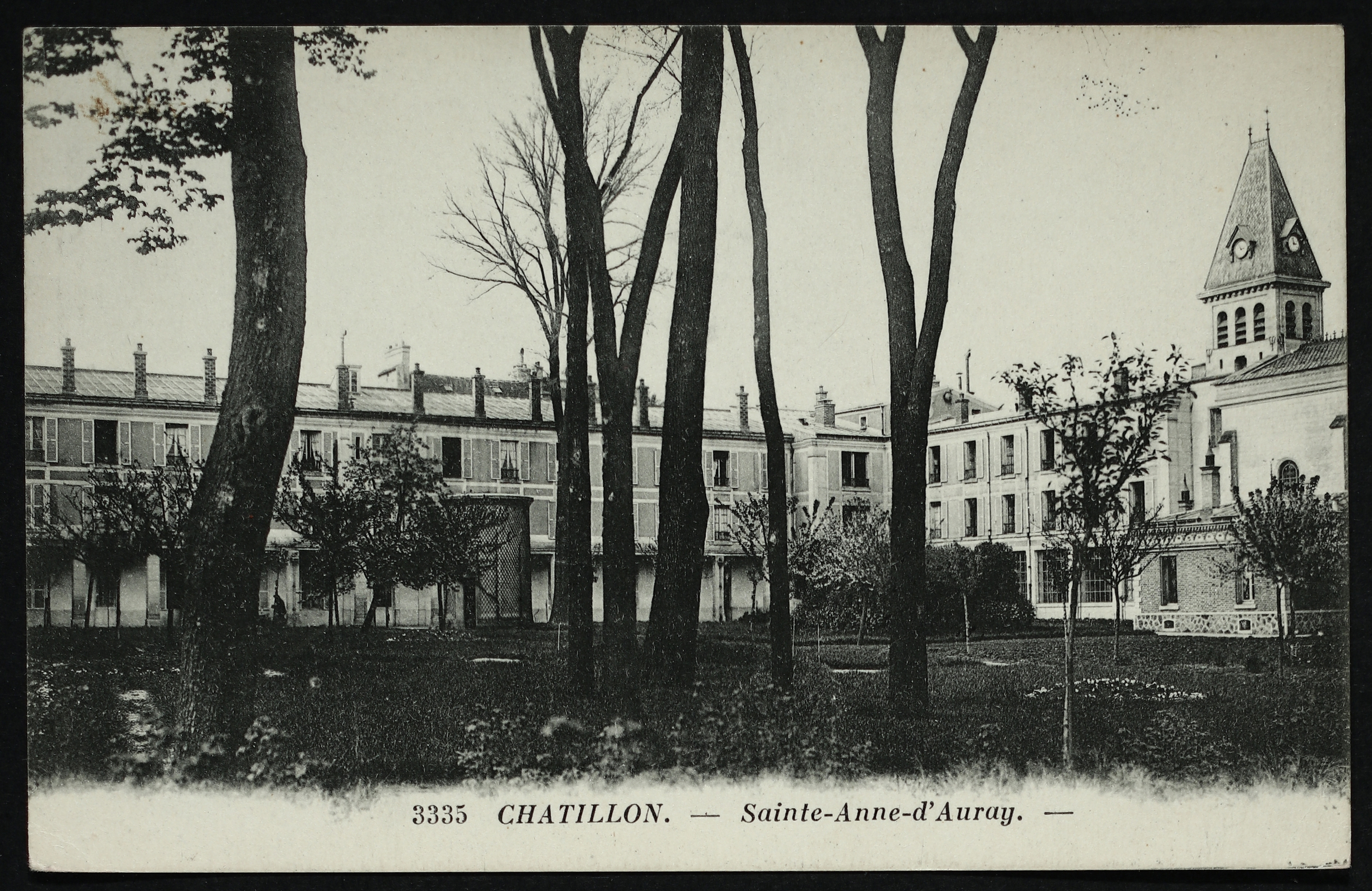
La maison de retraite vers 1900.

- Maison de retraite Sainte-Anne d'Auray de Châtillon, et la chapelle. Fondée en 1861, elle était dirigée par les Filles de la charité de Saint-Vincent-de-Paul[3]. Le bâtiment, reconstruit au début du XXIe siècle, a conservé le portail de l'entrée principale, située face à la rue Gambetta.
- Fondation Lambrechts, et le parc.
- Nombreuses carrières souterraines[4].
- Hôtel de ville de Châtillon.
- Au no 12, un immeuble recensé dans l'inventaire général du patrimoine culturel[5]. Au rez-de-chaussée du second bâtiment sur cour, se trouvait une forge du XIXe siècle.
- Au no 16, une maison construite sur une cave voûtée en pierres de taille, et elle aussi recensée dans l'inventaire général du patrimoine culturel[6]. Construite probablement au XVIe siècle, elle est visible sur un plan de 1693.
- Réservoir de Châtillon, à l'angle de la rue des Pierrelais.